# پتروزاودسک
پتروزاودسک (به روسی: Петрозаво́дск، به زبان کارلیایی/فنلاندی: Petroskoi) یکی از شهرهای روسیه است.

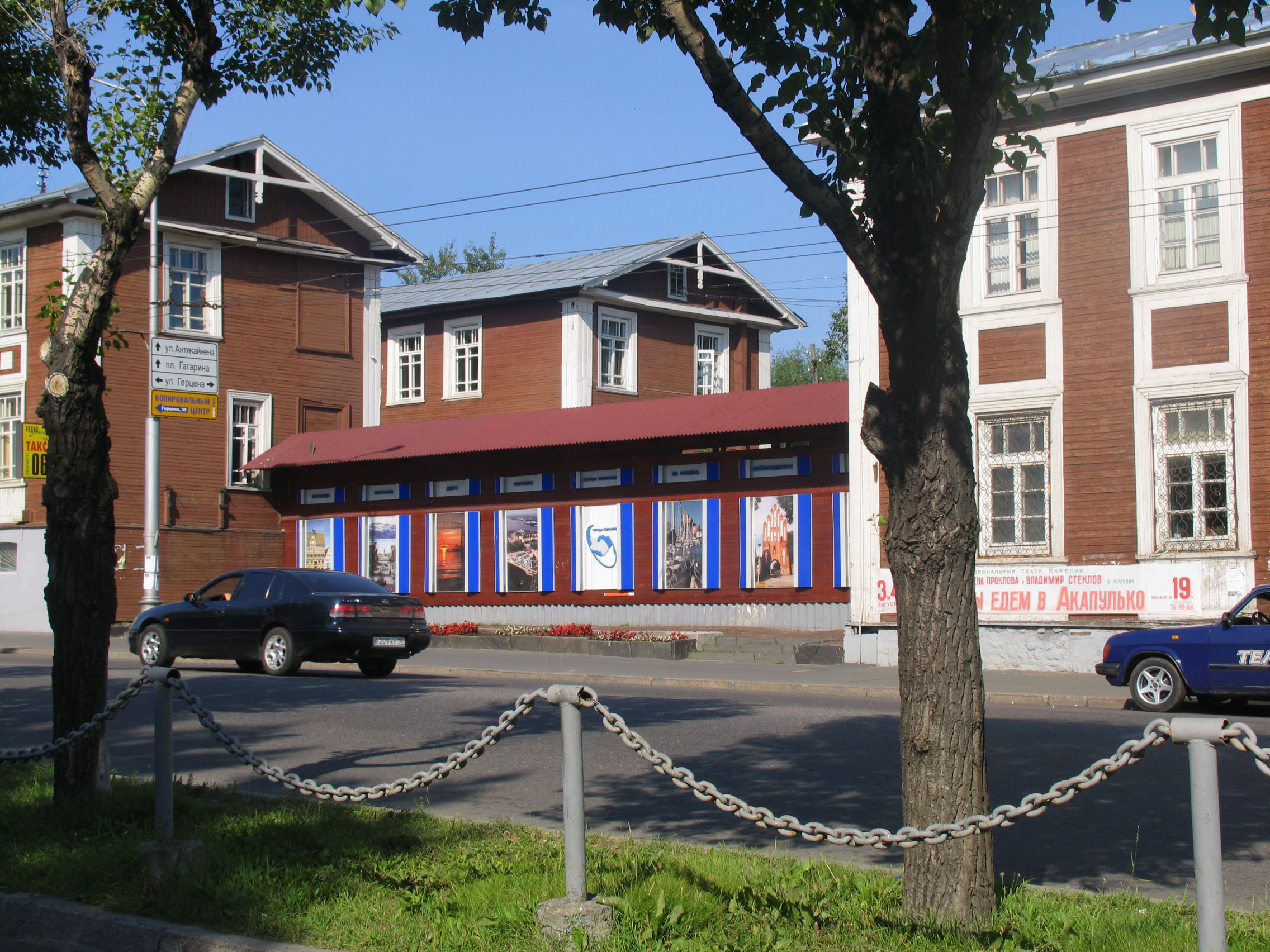

پتروزاودسک مرکز جمهوری کارلیا روسیه است.
این شهر ۲۶۶۱۶۰ نفر جمعیت دارد و در کرانهٔ باختری دریاچه اونگا واقع شده.
شهر پتروزاودسک به طول ۲۷ کیلومتر در کناره این دریاچه امتداد دارد.
فرودگاه شهر، بـِسووتس نام دارد.